# Ciclo euleriano
En la teoría de grafos, un camino euleriano es un camino que pasa por cada arista una y solo una vez. Un ciclo o circuito euleriano es un camino cerrado que recorre cada arista exactamente una vez. El problema de encontrar dichos caminos fue discutido por primera vez por Leonhard Euler, en el famoso problema de los puentes de Königsberg.

## Ciclos eulerianos

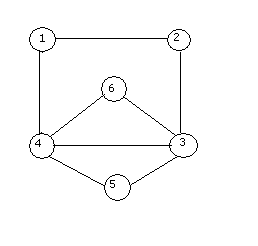
Dibujar un sobre abierto, como el de la imagen, sin levantar el lápiz del papel ni pasar dos veces por el mismo sitio, es posible. En cambio, dibujar el sobre cerrado (prescindiendo del punto 5 y sus líneas adyacentes) es imposible.

En la imagen, {\displaystyle C=\{1,2,3,4,6,3,5,4,1\}\,} es un ciclo euleriano, luego es un grafo euleriano.
Un grafo es una representación, un modelo, compuesto por un número determinado de vértices (nodos) y un número de arcos (aristas) que los relacionan, cada arista o arco tiene la capacidad de relacionar dos nodos. La palabra ciclo se emplea en teoría de grafos para indicar un camino cerrado en un grafo, es decir, en que el nodo de inicio y el nodo final son el mismo, como contrapartida un camino hamiltoniano es un camino que recorre todos los vértices de un grafo sin pasar dos veces por el mismo vértice. Si el camino es cerrado se dice un ciclo hamiltoniano. 
Si un grafo admite un ciclo euleriano, se denomina grafo euleriano.

## Características
Se elige para iniciar el trazo cualquier punto impar y se terminará en el otro punto o vértice impar.

## Historia
El origen de la teoría de los ciclos eulerianos fue planteado y resuelto por el propio Leonhard Euler en 1736 en un problema que tiene el nombre de Siete puentes de la ciudad de Königsberg (Prusia oriental en el siglo XVIII y actualmente, Kaliningrado, provincia rusa) dando origen a la Teoría de los grafos.
El problema se enuncia de la siguiente forma: Dos islas en el río Pregel, en Königsberg se unen entre ellas y con la tierra firme mediante siete puentes. ¿Es posible dar un paseo empezando por una cualquiera de las cuatro partes de tierra firme, cruzando cada puente una sola vez y volviendo al punto de partida?
Euler enfocó el problema representando cada parte de tierra por un punto y cada puente, por una línea, uniendo los puntos que se corresponden. Entonces, el problema anterior se puede trasladar a la siguiente pregunta: ¿se puede recorrer el dibujo sin repetir las líneas?
Euler demostró que no era posible puesto que el número de líneas que inciden en cada punto no es par (condición necesaria para entrar y salir de cada punto, y para regresar al punto de partida, por caminos distintos en todo momento).

## Casos
Dado un grafo conexo (no existen nodos aislados) y no dirigido {\displaystyle G=(V,E\,)}, si {\displaystyle G\,} tiene exactamente dos vértices de grado impar, entonces {\displaystyle G\,} tiene un camino euleriano no cerrado. En caso de que todos los vértices tengan grado par, {\displaystyle G\,} tiene un ciclo euleriano.

## Teorema
Dado {\displaystyle G(V,E\,)} no orientado y conexo; si tiene {\displaystyle 2k\,} nodos de grado impar, entonces {\displaystyle G\,} puede ser escrito como unión de {\displaystyle k\,} caminos (simples) distintos sobre los arcos. Las siguientes expresiones son equivalentes:
1) {\displaystyle G\,} es euleriano;
2) {\displaystyle \forall v\in \ V} con grado {\displaystyle (v)\geq 2} y par.
3) {\displaystyle G=\coprod _{i=1}^{n}C_{i}} todos disjuntos (caminos distintos) en los arcos,
es decir {\displaystyle C_{i}^{E}\cap \;C_{j}^{E}=\emptyset \;} con {\displaystyle {i\not \neq \;j}} pero sigue siendo todavía un recorrido más lento que otros algoritmos.  ====Implementación en C++ del algoritmo de Fleury====
```
// Implemetación en c++

#include
 
<iostream>

#include
 
<string.h>

#include
 
<algorithm>

#include
 
<list>

using
 
namespace
 
std
;

 

// Clase para representar el grafo

class
 
Graph

{

  
private
:

    
int
 
V
;
    
// Número de vértices

    
list
<
int
>
 
*
adj
;
    
// Vector dinámico

  
public
:

    
// Constructor y destructor

    
Graph
(
int
 
V
)
  
{
 
this
->
V
 
=
 
V
;
  
adj
 
=
 
new
 
list
<
int
>
[
V
];
  
}

    
~
Graph
()
      
{
 
delete
 
[]
 
adj
;
  
}

 

    
void
 
addEdge
(
int
 
u
,
 
int
 
v
)
 
{
  
adj
[
u
].
push_back
(
v
);
 
adj
[
v
].
push_back
(
u
);
 
}

    
void
 
rmvEdge
(
int
 
u
,
 
int
 
v
);

 

    
void
 
printEulerTour
();

    
void
 
printEulerUtil
(
int
 
s
);

 

    
int
 
DFSCount
(
int
 
v
,
 
bool
 
visited
[]);

    
bool
 
isValidNextEdge
(
int
 
u
,
 
int
 
v
);

};

 

void
 
Graph::printEulerTour
()

{

  
int
 
u
 
=
 
0
;

  
for
 
(
int
 
i
 
=
 
0
;
 
i
 
<
 
V
;
 
i
++
)

      
if
 
(
adj
[
i
].
size
()
 
&
 
1
)

        
{
   
u
 
=
 
i
;
 
break
;
  
}

 

  
printEulerUtil
(
u
);

  
cout
 
<<
 
endl
;

}

void
 
Graph::printEulerUtil
(
int
 
u
)

{

  
list
<
int
>::
iterator
 
i
;

  
for
 
(
i
 
=
 
adj
[
u
].
begin
();
 
i
 
!=
 
adj
[
u
].
end
();
 
++
i
)

  
{

      
int
 
v
 
=
 
*
i
;

      
if
 
(
v
 
!=
 
-1
 
&&
 
isValidNextEdge
(
u
,
 
v
))

      
{

          
cout
 
<<
 
u
 
<<
 
"-"
 
<<
 
v
 
<<
 
"  "
;

          
rmvEdge
(
u
,
 
v
);

          
printEulerUtil
(
v
);

      
}

  
}

}

 

bool
 
Graph::isValidNextEdge
(
int
 
u
,
 
int
 
v
)

{

  
int
 
count
 
=
 
0
;
  

  
list
<
int
>::
iterator
 
i
;

  
for
 
(
i
 
=
 
adj
[
u
].
begin
();
 
i
 
!=
 
adj
[
u
].
end
();
 
++
i
)

     
if
 
(
*
i
 
!=
 
-1
)

        
count
++
;

  
if
 
(
count
 
==
 
1
)

    
return
 
true
;

 

 

  
bool
 
visited
[
V
];

  
memset
(
visited
,
 
false
,
 
V
);

  
int
 
count1
 
=
 
DFSCount
(
u
,
 
visited
);

 

  
rmvEdge
(
u
,
 
v
);

  
memset
(
visited
,
 
false
,
 
V
);

  
int
 
count2
 
=
 
DFSCount
(
u
,
 
visited
);

  
addEdge
(
u
,
 
v
);

  
return
 
(
count1
 
>
 
count2
)
?
 
false
:
 
true
;

}

 

void
 
Graph::rmvEdge
(
int
 
u
,
 
int
 
v
)

{

  
list
<
int
>::
iterator
 
iv
 
=
 
find
(
adj
[
u
].
begin
(),
 
adj
[
u
].
end
(),
 
v
);

  
*
iv
 
=
 
-1
;

  
list
<
int
>::
iterator
 
iu
 
=
 
find
(
adj
[
v
].
begin
(),
 
adj
[
v
].
end
(),
 
u
);

  
*
iu
 
=
 
-1
;

}

 

int
 
Graph::DFSCount
(
int
 
v
,
 
bool
 
visited
[])

{

  
// Marcamos el actual

  
visited
[
v
]
 
=
 
true
;

  
int
 
count
 
=
 
1
;

 

  
// Método recursivo

  
list
<
int
>::
iterator
 
i
;

  
for
 
(
i
 
=
 
adj
[
v
].
begin
();
 
i
 
!=
 
adj
[
v
].
end
();
 
++
i
)

      
if
 
(
*
i
 
!=
 
-1
 
&&
 
!
visited
[
*
i
])

          
count
 
+=
 
DFSCount
(
*
i
,
 
visited
);

 

  
return
 
count
;

}

 

int
 
main
()

{

  
// Ejemplos

  
Graph
 
g1
(
4
);

  
g1
.
addEdge
(
0
,
 
1
);

  
g1
.
addEdge
(
0
,
 
2
);

  
g1
.
addEdge
(
1
,
 
2
);

  
g1
.
addEdge
(
2
,
 
3
);

  
g1
.
printEulerTour
();

 

  
Graph
 
g2
(
3
);

  
g2
.
addEdge
(
0
,
 
1
);

  
g2
.
addEdge
(
1
,
 
2
);

  
g2
.
addEdge
(
2
,
 
0
);

  
g2
.
printEulerTour
();

 

  
Graph
 
g3
(
5
);

  
g3
.
addEdge
(
1
,
 
0
);

  
g3
.
addEdge
(
0
,
 
2
);

  
g3
.
addEdge
(
2
,
 
1
);

  
g3
.
addEdge
(
0
,
 
3
);

  
g3
.
addEdge
(
3
,
 
4
);

  
g3
.
addEdge
(
3
,
 
2
);

  
g3
.
addEdge
(
3
,
 
1
);

  
g3
.
addEdge
(
2
,
 
4
);

  
g3
.
printEulerTour
();

 

  
return
 
0
;

}

```

### Algoritmo de Hierholzer
El documento recogido en 1873 procedente de Hierholzer, proporciona un método diferente a la hora de recorrer los ciclos eulerianos de una forma más eficiente que los algoritmos de Fleury. A continuación se mostraran los pasos necesarios para este algoritmo:
- Elegir cualquier vértice v para empezar, y seguir el recorrido de una línea hasta llegar de nuevo a v. No es posible dejar de avanzar en cualquier vértice que no sea v, ya que incluso el grado de todos los vértices asegura que cuando se realiza una traza, deben usarse todas las líneas excepto una, dejando un vértice w. El recorrido formado, puede no cubrir todos los vértices y lados en un grafo o traza inicial.

- Mientras que exista un vértice u que pertenezca al actual recorrido pero que tenga lados adyacentes no pertenecientes a la traza, se comienza de nuevo desde u, siguiendo los lados no usados hasta regresar a u, y unir el recorrido formado durante esta traza a la anterior.

Usando estas estructuras de datos como doblemente unidas para mantener un conjunto de lados incidentes no usados en cada vértice, una lista de vértices del recorrido actual y mantener el recorrido en sí mismo es necesario buscar un nuevo vértice para el recorrido, y conectar ambos al mismo vértice, de manera que la ejecución de ambos pueda llevarse a cabo de manera conjunta y la complejidad final del algoritmo sea lineal (O(E)) sobre la cantidad de aristas.

## Contando circuitos eulerianos en dígrafos
El número de circuitos eulerianos en los dígrafos puede ser calculado mediante el teorema denominado en Inglés: BEST-theorem, procedente de los nombres de sus fundadores: de Bruijn, van Aardenne-Ehrenfest, Smith y Tutte. 
En dicho teorema se menciona que dado un dígrafo euleriano G := (V, E), el número ciclos eulerianos no-equivalentes en el grafo es
{\displaystyle C\prod _{v\in V}(\deg ^{+}(v)-1)!}
o equivalentemente
{\displaystyle C\prod _{v\in V}(\deg ^{-}(v)-1)!}
siendo C cualquier cofactor de la matriz laplaciana de G.